# Aleneva
Aleneva è un census-designated place sull' isola di Kodiak nello stato americano dell'Alaska. Secondo le stime del censimento,  del 2010 la popolazione era di 37 abitanti.

## Geografia e clima
Aleneva si trova sulla costa meridionale dell'isola di Afognak, a nord dell'isola di Kodiak.
L'arcipelago di Kodiak è riscaldato dalla corrente giapponese. Il clima è simile al sud-est dell'Alaska, con meno precipitazioni. Le temperature di gennaio variano da -10 a 8 °C. Le temperature di luglio variano da 4 a 24 °C. Le precipitazioni medie annue sono di 187.96 centimetri.
Secondo lo United States Census Bureau, il CDP ha un'area totale di 161.1 km2.

## Storia
Aleneva è un insediamento di vecchi credenti russi i cui antenati, dopo la rivoluzione d'ottobre, furono costretti a lasciare la Russia e si stabilirono a Woodburn (Oregon).
Nel  venerdì santo del 1964 ci fu un terremoto, che inseguito generò un tusumani che distrusse la città.
La popolazione è di 24 abitanti Il tasso di disoccupazione a quel tempo era pari a zero, anche se la metà degli adulti non erano nella forza lavoro.

## Società

### Evoluzione demografica
Secondo le stime del 2000, vi erano 68 abitanti, 14 abitazioni e 13 famiglie. La densità di popolazione era di 0.4 abitanti per chilometro quadrato. La popolazione era composta dal 98.53% di bianchi e da 1.47% da nativi americani.

## Strutture e servizi
Non ci sono servizi pubblici sull'isola. L'elettricità è fornita da singoli generatori. Non ci sono scuole statali nella comunità.

## Economia e trasporti
L'economia si basa su attività di sussistenza.
Il trasporto è fornito da idrovolanti da Kodiak.